# Голлі-Ридж (Північна Кароліна)
Голлі-Ридж (англ. Holly Ridge) — місто (англ. town) в США, в окрузі Онслов штату Північна Кароліна. Населення — 4171 особа (2020).

## Географія
Голлі-Ридж розташоване за координатами 34°29′37″ пн. ш. 77°33′47″ зх. д. / 34.49361° пн. ш. 77.56306° зх. д. (34.493482, -77.563150).  За даними Бюро перепису населення США в 2010 році місто мало площу 9,76 км², з яких 9,76 км² — суходіл та 0,01 км² — водойми. В 2017 році площа становила 10,51 км², з яких 10,51 км² — суходіл та 0,01 км² — водойми.

## Демографія
Згідно з переписом 2010 року, у місті мешкало 1268 осіб у 584 домогосподарствах у складі 353 родин. Густота населення становила 130 осіб/км².  Було 759 помешкань (78/км²).
Расовий склад населення:
| - 85,4 % — білих - 8,5 % — чорних або афроамериканців - 1,0 % — азіатів - 0,2 % — корінних американців - 0,1 % — вихідців з тихоокеанських островів - 1,7 % — осіб інших рас |

До двох чи більше рас належало 3,1 %. Частка іспаномовних становила 5,6 % від усіх жителів.
За віковим діапазоном населення розподілялося таким чином: 19,9 % — особи молодші 18 років, 69,5 % — особи у віці 18—64 років, 10,6 % — особи у віці 65 років та старші. Медіана віку мешканця становила 30,1 року. На 100 осіб жіночої статі у місті припадало 102,9 чоловіків;  на 100 жінок у віці від 18 років та старших — 104,0 чоловіків також старших 18 років.
Середній дохід на одне домашнє господарство  становив 60 675 доларів США (медіана — 51 111), а середній дохід на одну сім'ю — 66 726 доларів (медіана — 59 632). Медіана доходів становила 40 741 долар для чоловіків та 31 875 доларів для жінок. За межею бідності перебувало 14,2 % осіб, у тому числі 25,6 % дітей у віці до 18 років та 4,9 % осіб у віці 65 років та старших.
Цивільне працевлаштоване населення становило 848 осіб. Основні галузі зайнятості: освіта, охорона здоров'я та соціальна допомога — 20,4 %, будівництво — 17,7 %, роздрібна торгівля — 16,4 %.